# Ampara
Ampara (tamoul : அம்பாறை, singhalais : අම්පාර) est une ville de l'est du Sri Lanka, à environ 360 km de la capitale Colombo. Elle appartient à la Province de l'Est et est le chef-lieu du district d'Ampara.
Au IIe siècle av. J.-C., elle faisait partie du domaine de Kavantissa, souverain de la principauté de Ruhuna, et était connue sous le nom d'Ambaragama, devenu au fil du temps Ambara puis Ampara[réf. souhaitée].

## Démographie
La plupart des habitants sont cinghalais, les tamouls et maures vivant plus dans la partie côtière du district.
Ampara était un relai de chasse britannique à l'époque coloniale (fin des années 1890 et début des années 1900). Elle a été transformée en ville en 1952, dans le cadre du plan de redéploiement de la population lancé par le premier ministre Don Stephen Senanayake (1884–1952). Elle fut d'abord destinée aux constructeurs du barrage d'Inginiyagala. Plus tard, elle devint le centre administratif de la vallée de la Gal Oya.